# A Ilha (2005)
The Island (prt/bra: A Ilha) é um filme americano de 2005, dos gêneros ação, drama e ficção científica, dirigido por Michael Bay, com roteiro de Caspian Tredwell-Owen, Alex Kurtzman e Roberto Orci.

## Sinopse
Lincoln 6E se descobre numa instalação utópica em que se "cultivavam" pessoas. Quando decide fugir, conta com a ajuda da jovem Jordan 2D. Ambos acabarão enfrentando verdades horríveis sobre sua condição.

## Elenco
- Ewan McGregor como Lincoln E6
- Scarlett Johansson como Jordan D2
- Djimon Hounsou como Albert Laurent
- Sean Bean como Dr. Merrick
- Michael Clarke Duncan como Starkweather D2
- Steve Buscemi como James "Mac" McCord
- Kim Coates como Charles Whitman
- Ethan Phillips como Jones E3
- Brian Stepanek como Gandu E3
- Noa Tishby como anunciante da comunidade dos clones
- Siobhan Flynn como Lima A1

## Produção

### Filmagens
Os edifícios em ruínas, onde Jordan e Lincoln dormem logo depois de abandonar as câmaras subterrâneas, estão localizados em Rhyolite, Nevada. As cenas do filme que decorreram nas cidades foram filmadas em Detroit, Michigan, sendo que a Estação Central de Michigan foi o locais mais notáveis da produção. Outras partes do filme foram filmadas no Vale Coachella, Califórnia.

### Produtos
O computador no escritório do Dr. Mellick no Instituto, que possuía uma tela grande e mesa touchscreen capaz de detectar várias formas de entrada, foi alvo de rumores de ser uma grande versão do Microsoft PixelSense. O projeto foi realmente proposto por um assessor de tecnologia do MIT, que apontou para a produção de uma visão crível de tecnologia futurista.

## Precisão científica
Em relação às suposições do filme, o acerto é considerado médio, sendo possível que em 2019 se consiga a clonagem terapêutica. Está muito distante, contudo, a possibilidade de clonagem reprodutiva (produzir um ser humano completo geneticamente igual a outro).
De acordo com Salmo Raskin, presidente da Sociedade Brasileira de Genética, "as técnicas de clonagem reprodutiva ainda são muito ineficientes. Para gerar a ovelha Dolly foram necessários 277 embriões, e ela nasceu cheia de problemas".